# Onyx ORE-1
Onyx ORE-1 – samochód Formuły 1, zaprojektowany przez Alana Jenkinsa i skonstruowany przez Onyx Grand Prix. Używany w roku 1989, następnie na 1990 rok zaktualizowany do wersji „B”. Wywalczył jedno podium za sprawą Stefana Johanssona, który był trzeci w Grand Prix Portugalii 1989. Jedyny samochód Onyksa w Formule 1. Przed Grand Prix Niemiec 1990 wskutek zmian własnościowych przyjął nazwę Monteverdi ORE-1B.

## Historia
Początki zespołu Onyx sięgają 1978 roku, kiedy to Mike Earle i Greg Field założyli Onyx Race Engineering. W dalszych latach zespół uczestniczył między innymi w Międzynarodowej Formule 3000, a Stefano Modena został w barwach Onyksa mistrzem tej serii w 1987 roku. W 1988 roku podjęto decyzję o debiucie w Formule 1. W tym celu przeniesiono siedzibę zespołu do Westergate. Udziały w nowo powstałym Onyx Grand Prix wykupił Paul Shakespare, a zespół pozyskał wsparcie firm Marlboro i Moneytron. Następnie udziały od Shakespeare'a wykupił właściciel Moneytron, Jean-Pierre Van Rossem.
Projektantem samochodu Onyx został Alan Jenkins. Samochód był napędzany przez silniki Ford Cosworth DFR. Na jego nadwozie składał się monokok z włókna węglowego o strukturze plastra miodu. Napęd był przenoszony za pośrednictwem sześciostopniowej skrzyni biegów. Kierowcami zostali Stefan Johansson oraz Bertrand Gachot.
Chociaż zespół dysponował przyzwoitymi funduszami, to prace nad samochodem opóźniały się i został on ukończony o piątej rano w dniu prezentacji. Problemem był także niedostatek testów w trakcie sezonu. Po krótkiej prezentacji zespół poleciał bezpośrednio na Grand Prix Brazylii. Żaden z kierowców nie zdołał prekwalifikować się w trzech pierwszych Grand Prix. W dalszej części sezonu jednak regularnie do wyścigu kwalifikował się przynajmniej jeden kierowca Onyksa.
W Grand Prix Francji Johansson zdobył pierwsze punkty dla zespołu, finiszując na piątym miejscu. Gachot również miał szansę na punktowaną pozycję, ale w jego samochodzie zepsuł się akumulator. Po Grand Prix Włoch Gachot za negatywne wypowiedzi na temat zespołu został zwolniony, a zastąpił go JJ Lehto. W Grand Prix Portugalii Johansson startował z 12 miejsca i zdecydował się przejechać cały wyścig na jednym komplecie opon. Po kolizji Senny z Mansellem Johansson jechał trzeci, ale jego opony były na tyle zużyte, że wyprzedzili go obaj kierowcy Williamsa. Dwa Williamsy opadły jednak później i Szwed ukończył wyścig na trzeciej pozycji, zdobywając jedyne podium dla Onyksa. W całym sezonie Onyx zdobył sześć punktów.
Przed startem sezonu 1990 sytuacja finansowa Onyksa znacznie pogorszyła się, a Van Rossem sprzedał udziały firmie Monteverdi. Wskutek powstałego w zespole chaosu na tle własnościowym, odszedł z niego Jenkins. W dwóch pierwszych Grand Prix użyto modelu ORE-1, który nie zdołał się zakwalifikować. Następnie wprowadzono wersję „B” tego samochodu, w tym okresie Johanssona zastąpił ponadto Gregor Foitek. Przed Grand Prix Niemiec przeniesiono siedzibę zespołu do Szwajcarii i zmieniono nazwę konstruktora na Monteverdi. Po Grand Prix Węgier wskutek zadłużenia zespół upadł.

## Wyniki w Formule 1
| Legenda oznaczeń w tabelach wyników Wyświetl szablon na nowej stronie | Legenda oznaczeń w tabelach wyników Wyświetl szablon na nowej stronie                                                                     |
| Oznaczenie                                                            | Wyjaśnienie |
| --------------------------------------------------------------------- | --- |
| Złoty                                                                 | Zwycięzca lub mistrzostwo |
| Srebrny                                                               | 2. miejsce lub wicemistrzostwo |
| Brązowy                                                               | 3. miejsce lub II wicemistrzostwo |
| Zielony                                                               | Ukończył, punktował (w klasyfikacji generalnej, gdy zdobył co najmniej jeden punkt na przestrzeni sezonu, poza trzema powyższymi opcjami) |
| Niebieski                                                             | Ukończył, nie punktował (w klasyfikacji generalnej, gdy nie zdobył co najmniej jednego punktu na przestrzeni sezonu)                      |
| Czerwony                                                              | Nie zakwalifikował się (NZ) |
| Czerwony                                                              | Nie prekwalifikował się (NPK) |
| Różowy                                                                | Nie ukończył (NU) |
| Różowy                                                                | Niesklasyfikowany (NS) (w klasyfikacji generalnej, gdy nie został sklasyfikowany w żadnym wyścigu sezonu)                                 |
| Czarny                                                                | Zdyskwalifikowany (DK) |
| Czarny                                                                | Wykluczony (WYK/EX) |
| Biały                                                                 | Nie wystartował (NW) |
| Biały                                                                 | Kontuzjowany (K/INJ) |
| Biały                                                                 | Wyścig odwołany (OD/C) |
| Bez koloru                                                            | Został wycofany (WYC/WD) |
| Bez koloru                                                            | Nie przybył (NP/DNA) |
| Bez koloru                                                            | Nie brał udziału w treningach (NT/DNP) |
| Bez koloru                                                            | Nie został zgłoszony (–) |
| Pogrubienie                                                           | Start z pole position |
| Kursywa                                                               | Najszybsze okrążenie wyścigu |
| †                                                                     | Nie ukończył, ale jego rezultat został zaliczony ze względu na przejechanie więcej niż 90% dystansu wyścigu.                              |
| *                                                                     | Sezon w trakcie |
| 1/2/3                                                                 | Punktowana pozycja w sprincie kwalifikacyjnym                                                                                             |
| Lista systemów punktacji Formuły 1                                    | |

| Sezon | Zespół                                                 | Silnik | Kierowcy         | Wyniki kierowców  | Wyniki kierowców | Wyniki kierowców | Wyniki kierowców | Wyniki kierowców  | Wyniki kierowców | Wyniki kierowców | Wyniki kierowców | Wyniki kierowców | Wyniki kierowców | Wyniki kierowców | Wyniki kierowców | Wyniki kierowców | Wyniki kierowców | Wyniki kierowców | Wyniki kierowców | Wyniki kierowców | Wyniki kierowców | Wyniki konstruktora | Wyniki konstruktora |
| 1989  |                                                        |        |                  | Brazylia          | San Marino       | Monako           | Meksyk           | Stany Zjednoczone | Kanada           | Francja          | Wielka Brytania  | Niemcy           | Węgry            | Belgia           | Włochy           | Portugalia       | Hiszpania        | Japonia          | Australia        | Pkt.             | Msc.             | Pkt.                | Msc.                |
| ----- | ------------------------------------------------------ | ------ | ---------------- | ----------------- | ---------------- | ---------------- | ---------------- | ----------------- | ---------------- | ---------------- | ---------------- | ---------------- | ---------------- | ---------------- | ---------------- | ---------------- | ---------------- | ---------------- | ---------------- | ---------------- | ---------------- | ------------------- | ------------------- |
| 1989  | Moneytron Onyx Formula One                             | Ford   | Stefan Johansson | NPK               | NPK              | NPK              | NU               | NU                | DK               | 5                | NPK              | NU               | NU               | 8                | NPK              | 3                | NPK              | NPK              | NPK              | 6                | 13               | 6                   | 10                  |
| 1989  | Moneytron Onyx Formula One                             | Ford   | Bertrand Gachot  | NPK               | NPK              | NPK              | NPK              | NPK               | NPK              | 13               | 12               | NZ               | NU               | NU               | NU               | -                | -                | -                | -                | 0                | 32               | 6                   | 10                  |
| 1989  | Moneytron Onyx Formula One                             | Ford   | JJ Lehto         | -                 | -                | -                | -                | -                 | -                | -                | -                | -                | -                | -                | -                | NPK              | NU               | NPK              | NU               | 0                | NS               | 6                   | 10                  |
| 1990  |                                                        |        |                  | Stany Zjednoczone | Brazylia         | San Marino       | Monako           | Meksyk            | Kanada           | Francja          | Wielka Brytania  | Niemcy           | Węgry            | Belgia           | Włochy           | Portugalia       | Hiszpania        | Japonia          | Australia        | Pkt.             | Msc.             | Pkt.                | Msc.                |
| 1990  | Moneytron Onyx Formula One Monteverdi Onyx Formula One | Ford   | Stefan Johansson | NZ                | NZ               | -                | -                | -                 | -                | -                | -                | -                | -                | -                | -                | -                | -                | -                | -                | 0                | NS               | 0                   | 13                  |
| 1990  | Moneytron Onyx Formula One Monteverdi Onyx Formula One | Ford   | Gregor Foitek    | -                 | -                | NS               | 7                | NU                | 15               | NZ               | NZ               | NU               | NZ               | -                | -                | -                | -                | -                | -                | 0                | 22               | 0                   | 13                  |
| 1990  | Moneytron Onyx Formula One Monteverdi Onyx Formula One | Ford   | JJ Lehto         | NZ                | NZ               | 12               | NU               | NU                | NU               | NZ               | NZ               | NS               | NZ               | -                | -                | -                | -                | -                | -                | 0                | 29               | 0                   | 13                  |